# Finnslide
Finnslide (Aconogonon × fennicum) är en slideväxtart som beskrevs av Reiersen. Finnslide ingår i släktet sliden, och familjen slideväxter. Arten förekommer tillfälligt i Sverige, men reproducerar sig inte.

## Bildgalleri

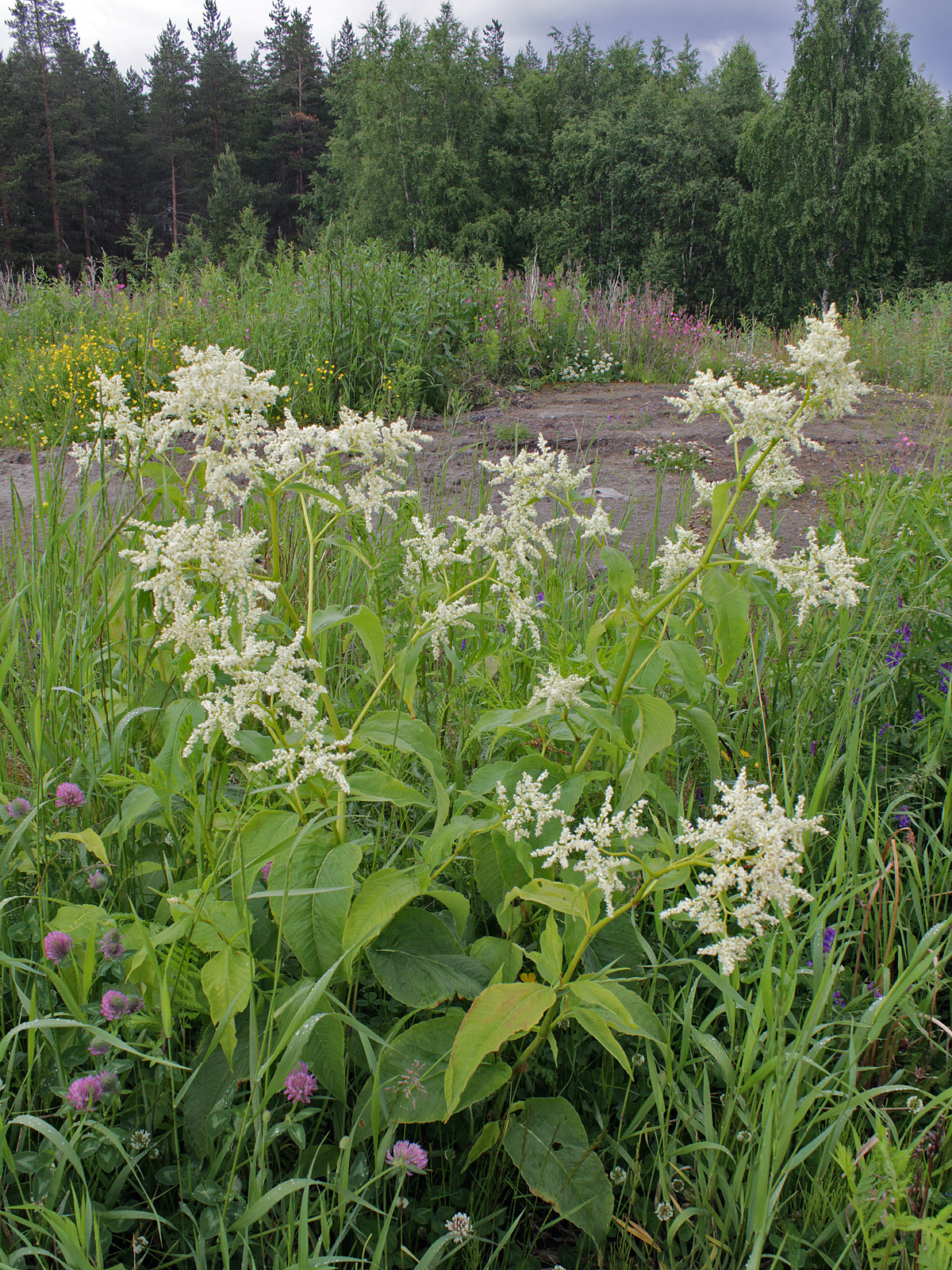
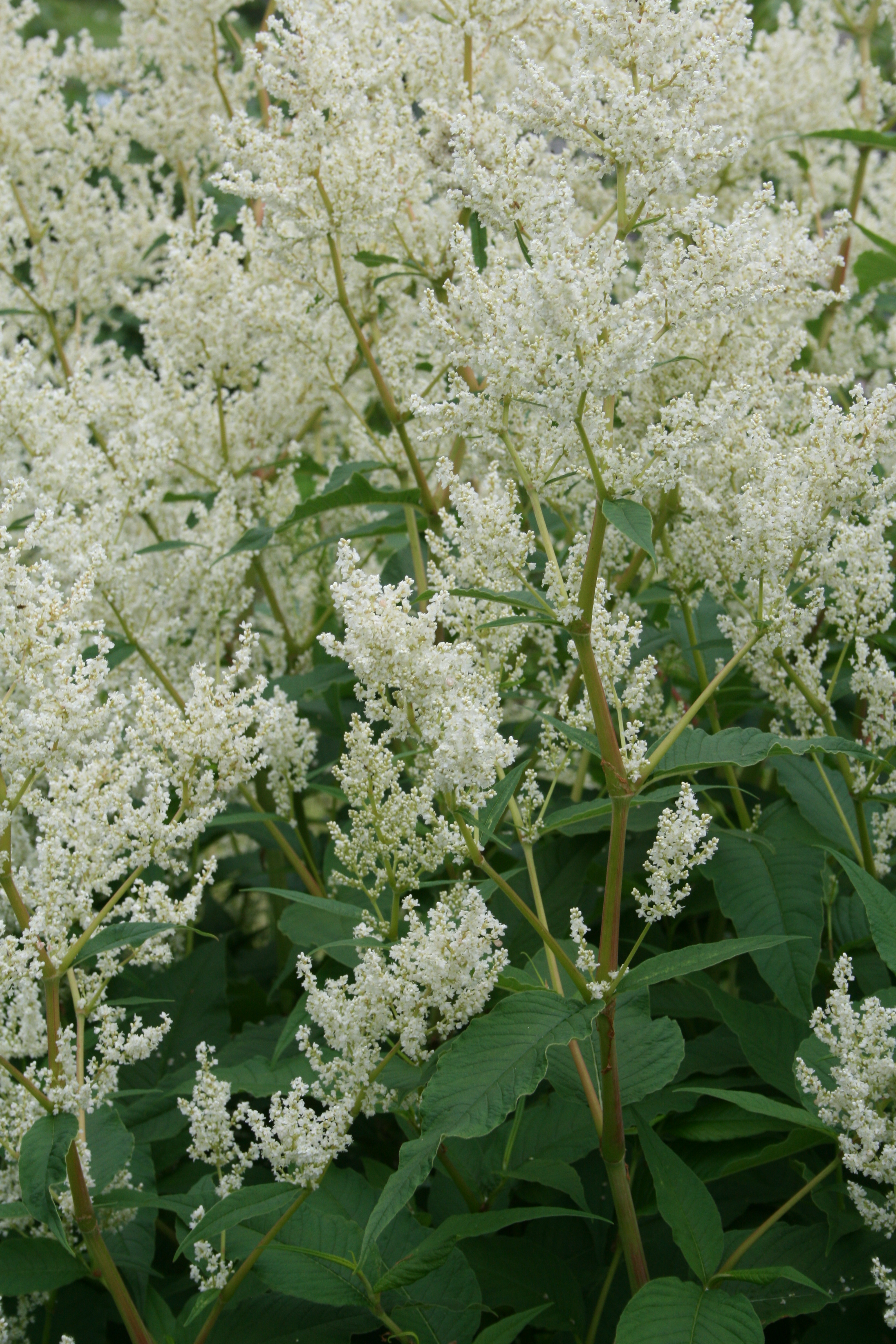
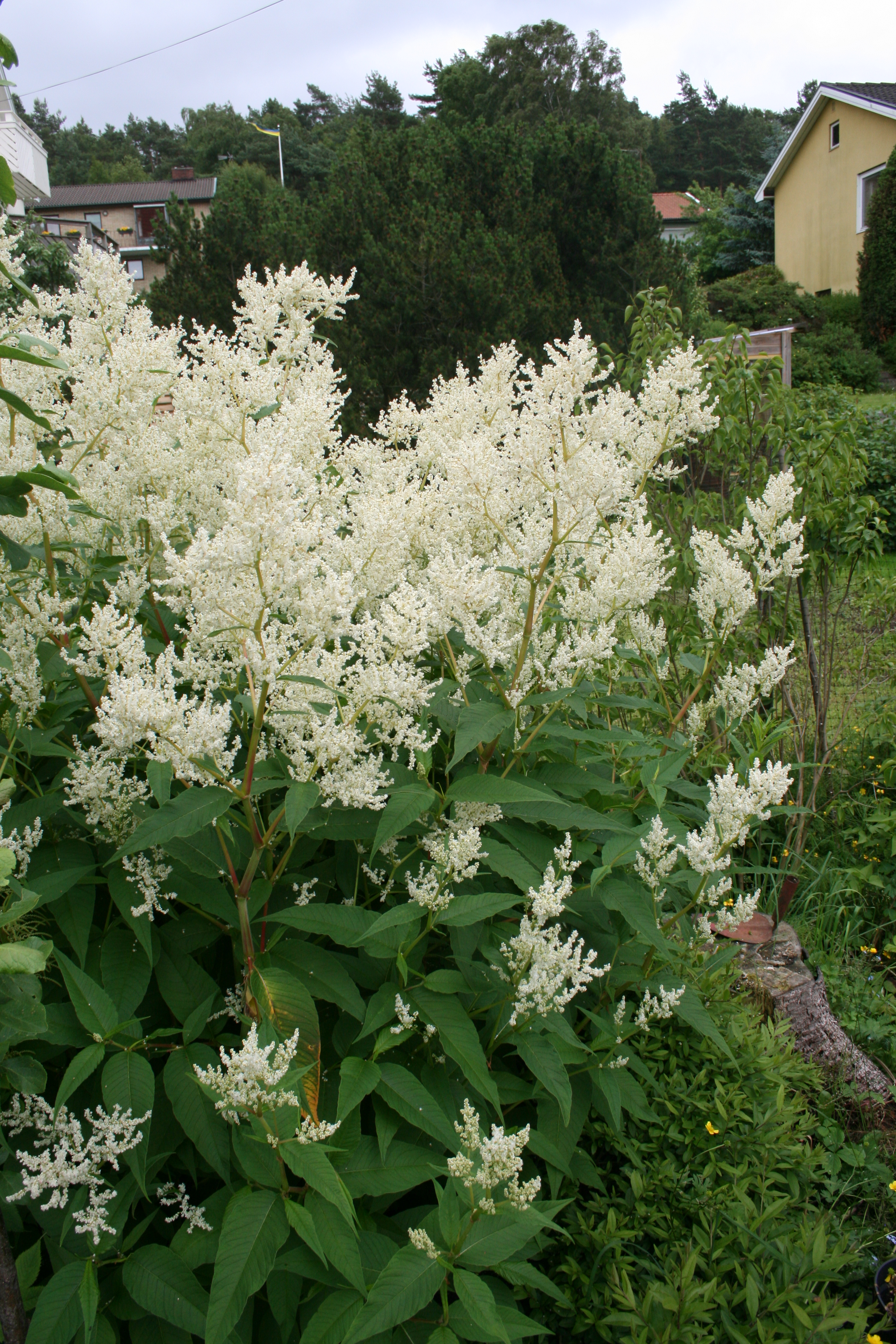
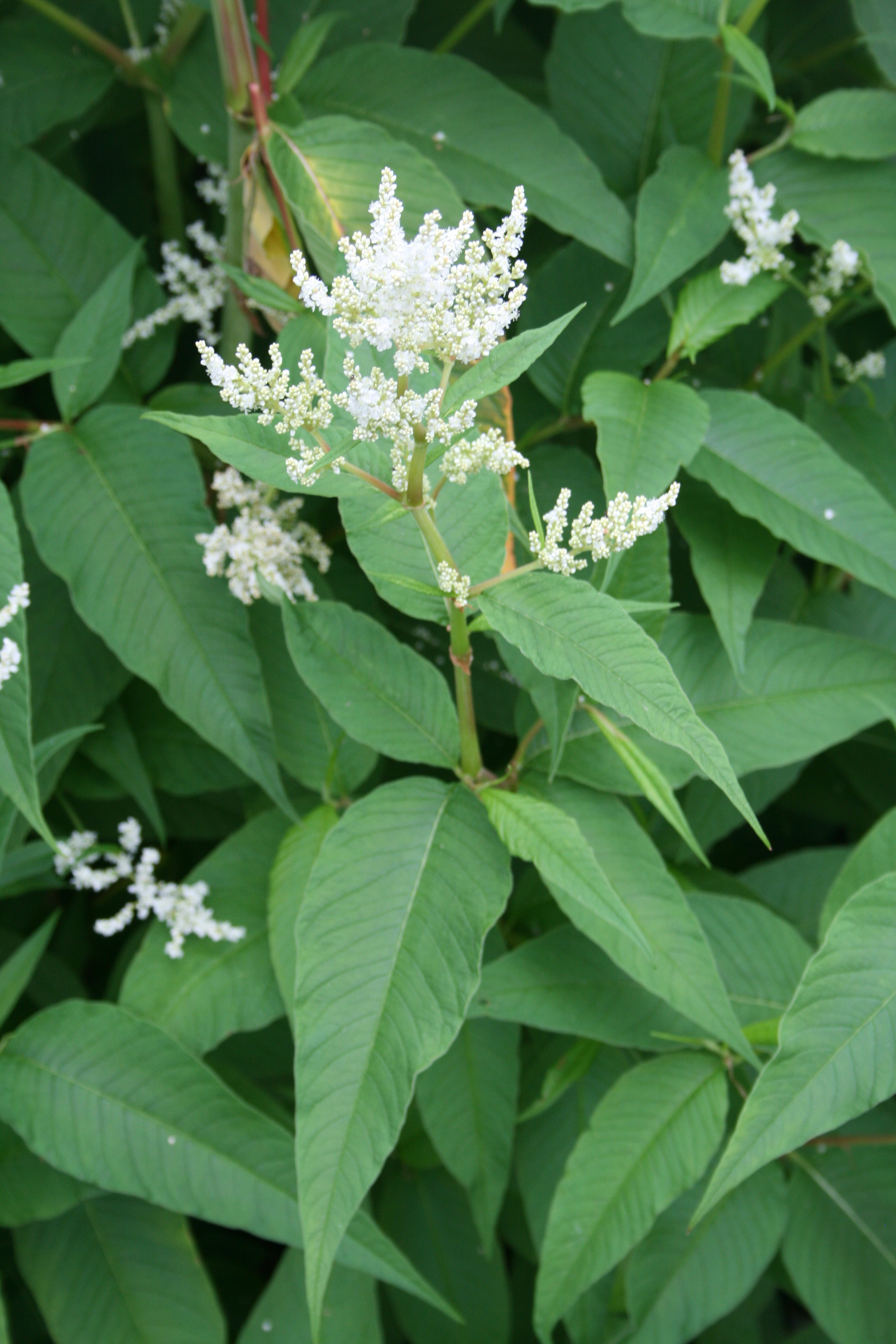